# 渡辺とおる
渡辺 とおる（わたなべ とおる、12月25日 - ）は、日本の漫画家、イラストレーターである。
また、過去にはアニメーターとしても活動しており、シャフトに所属し、作画監督等もしていた。
その後シャフトを退社しフリーのアニメーターとしてスタジオたくらんけに所属していた時期もある。
現在でも運営が続くオンラインゲーム　Master of Epicのメインキャラクターデザイナーをしている。
本のあとがきやブログ、各所のコメント等では顔文字等を好んで使い、また漫画のなかにもそういったものが見受けられる。
「月刊少年ブラッド」で漫画を連載していたが、廃刊となってしまい連載が中止となったことについてあまり触れたがらない。
また、「月刊少年ファング」でも連載していた『ケータイ少女』も雑誌の休刊にともない連載休止となってしまった。
2016年11月を最後に、Master of Epic などでも使われていた名義（to-ru）としての公式活動は休止？
現在は別名義で漫画やカードゲームのイラストデザイン、パチスロ関連のイラストなども描いている。
別名義は伏せられている。

## 作品
- 『シチ＝フク』（月刊少年ブラッド連載）
- 『ケータイ少女』（月刊少年ファング連載、月刊コミックラッシュ掲載）
- 『Master of Epic』（コミック版、ゲーマガ）
- 『ドルアーガの塔 〜the Aegis of URUK〜』(少年エース増刊エースアサルト連載(季刊)）
- 『バトスピ! 私たちバトルスピリッツ部ですっ☆』（ヤングエース連載）
- 『上井草アニメーターズ』（ヤングエース連載）

## 参加作品

### ゲーム
- Master of Epic（キャラクターデザイン原案）
- 転生絵巻伝　三国ヒーローズ（一部キャラクターデザイン）
- Fate/Grand Order　（一部カードデザイン）

### アニメ
- サクラ大戦TV（原画）
- ドッとKONIちゃん（作画監督・原画）
- まほろまてぃっく（作画監督）
  - まほろまてぃっく〜もっと美しいもの〜（作画監督）
- G-onらいだーす（作画監督）